# Russalpia
Russalpia är ett släkte av insekter. Russalpia ingår i familjen gräshoppor.
Kladogram enligt Catalogue of Life:
| Russalpia | \| \| Russalpia albertisi \| \| \| \| \| \| Russalpia longifurca \| \| \| \| |
|           | \| \| Russalpia albertisi \| \| \| \| \| \| Russalpia longifurca \| \| \| \| |
|           | Russalpia albertisi                                                          |
|           |                                                                              |
|           | Russalpia longifurca                                                         |
|           |                                                                              |